# 서부로 (김해시)
서부로(Seobu-ro)는 경상남도 김해시 진영읍 설창리 설창사거리와 주촌면 선지리 주촌 교차로를 잇는 도로이다.

## 주요 경유지
경상남도
- 김해시 (진영읍 · 진례면 · 장유동 · 주촌면)

## 노선
| 이름          | 접속 노선                      | 소재지 | 소재지 | 비고 |
| ------------- | ------------------------------ | ------ | ------ | ---- |
| 설창사거리    | 국도 제14호선 (김해대로)       | 김해시 | 진영읍 |      |
| 용담삼거리    | 서부로38번길                   | 김해시 | 진영읍 |      |
| 유목고개      |                                | 김해시 | 진영읍 |      |
| 유목1삼거리   | 서부로123번길                  | 김해시 | 진영읍 |      |
| 유목2삼거리   | 서부로179번길                  | 김해시 | 진영읍 |      |
| 고모삼거리    |                                | 김해시 | 진영읍 |      |
| 등리삼거리    | 테크노밸리길                   | 김해시 | 진영읍 |      |
| 진례나늘목    | 제10호선 남해고속도로          | 김해시 | 진례면 |      |
| 다곡삼거리    |                                | 김해시 | 진례면 |      |
| 초전교        |                                | 김해시 | 진례면 |      |
| 신월교        |                                | 김해시 | 진례면 |      |
| 산본1 교차로  | 고모로                         | 김해시 | 진례면 |      |
| 산본삼거리    | 제105호선 남해고속도로 제3지선 | 김해시 | 진례면 |      |
| (이름없음)    | 서부로1059번길                 | 김해시 | 장유동 |      |
| 부곡3 교차로  | 장유로                         | 김해시 | 장유동 |      |
| 양동 교차로   | 서부로1295번길                 | 김해시 | 장유동 |      |
| 가곡 교차로   | 서부로1331번길                 | 김해시 | 주촌면 |      |
| (이름없음)    | 내삼로                         | 김해시 | 주촌면 |      |
| 망덕교        |                                | 김해시 | 주촌면 |      |
| (이름없음)    | 내삼로 골든루트로              | 김해시 | 주촌면 |      |
| (이름없음)    | 서부로1563번길                 | 김해시 | 주촌면 |      |
| 대고개        |                                | 김해시 | 주촌면 |      |
| 천곡 교차로   | 서부로1638번길 서부로1631번길  | 김해시 | 주촌면 |      |
| 천곡3교       |                                | 김해시 | 주촌면 |      |
| 주촌 교차로   | 국도 제14호선 (동서대로)       | 김해시 | 주촌면 |      |
| 선천로와 직결 |                                |        |        |      |

## 주요 시설및 건물
- 부산은행 진영지점 (서부로 15/설창리 721-1)
- S-OIL 태영가스충전소 (서부로 18/내룡리 11)
- S-OIL 내룡주유소 (서부로 60/내룡리 71-2)
- SK에너지 유림주유소 (서부로 127/죽곡리 433-4)
- 미니스톱 죽곡OB점 (서부로 165/죽곡리 169)
- CU 진영죽곡점 (서부로 179/죽곡리 175)
- S-OIL 태경주유소 (서부로 211/죽곡리 257-3)
- 알뜰세명주유소 (서부로 307/의전리 62)
- S-OIL 대한주유소 (서부로 371/의전리 187-1)
- S-OIL 청천주유소 (서부로 520/청천리 137-9)
- 농협 진례농협주유소 (서부로 558/송정리 18-12)
- S-OIL 송정주유소 (서부로 645/송정리 175)
- 경남은행 진례기업금융지점 (서부로 913/산본리 142)
- SK에너지 두바이주유소 (서부로 914/산본리 233)
- 경동택배 김해유하 562영업소 (서부로 1280/유하동 562-7)
- GS칼텍스 주촌주유소 (서부로 1419/망덕리 844)
- GS25 주촌서부로점 (서부로 1442/내삼리 820-4)
- S-OIL 유성주유소 (서부로 1444/내삼리 783)
- 한국타이어 TBX 주촌점 (서부로 1467/내삼리 766-4)
- HD현대오일뱅크 선천셀프 주유소 (서부로 1532/내삼리 690-15)
- GS25 주촌공원점 (서부로 1538/내삼리 684-12)